# Forty w Toruniu
Forty w Toruniu este o arie protejată (arie specială de conservare — SAC, sit de importanță comunitară — SCI) din Polonia întinsă pe o suprafață de 12,91 ha, integral pe uscat.

## Localizare
Centrul sitului Forty w Toruniu este situat la coordonatele 53°02′35″N 18°36′18″E / 53.043°N 18.6049°E.

## Înființare
Situl Forty w Toruniu a fost declarat sit de importanță comunitară în aprilie 2004 pentru a proteja 3 specii de animale. Situl a fost protejat și ca arie specială de conservare în februarie 2017.

## Biodiversitate
Situată în ecoregiunea continentală, aria protejată nu include niciun habitat protejat.
La baza desemnării sitului se află mai multe specii protejate de  mamifere (3): liliac cârn (Barbastella barbastellus), liliac de iaz (Myotis dasycneme), liliac comun (Myotis myotis).
Pe lângă speciile protejate, pe teritoriul sitului au mai fost identificate 7 specii de mamifere.